# Iglesia de Santa María del Campo (Vivero)
La iglesia de Santa María del Campo es un templo de culto católico, situada en la ciudad de Vivero, en la provincia de Lugo (Galicia, España). Está situada en la parte más alta del casco histórico, al lado del Monasterio de la Concepción, y es la más antigua de la ciudad.
Esta iglesia es de estilo románico, que desde el año 1982 está considerada junto a su entorno como un Bien de Interés Cultural, dentro del catálogo de monumentos del patrimonio histórico de España.

## Historia
Aunque no se conoce la fecha exacta de su construcción, y los documentos más antiguos hacen referencia a que esta basílica "se remonta a una época antiquísima en su construcción y tan difícil de averiguar que se pierde en la historia de los siglos",
se supone que el actual templo data del siglo XII, debido a que el estilo arquitectónico románico es el que está presente en esta construcción.

## Descripción arquitectónica

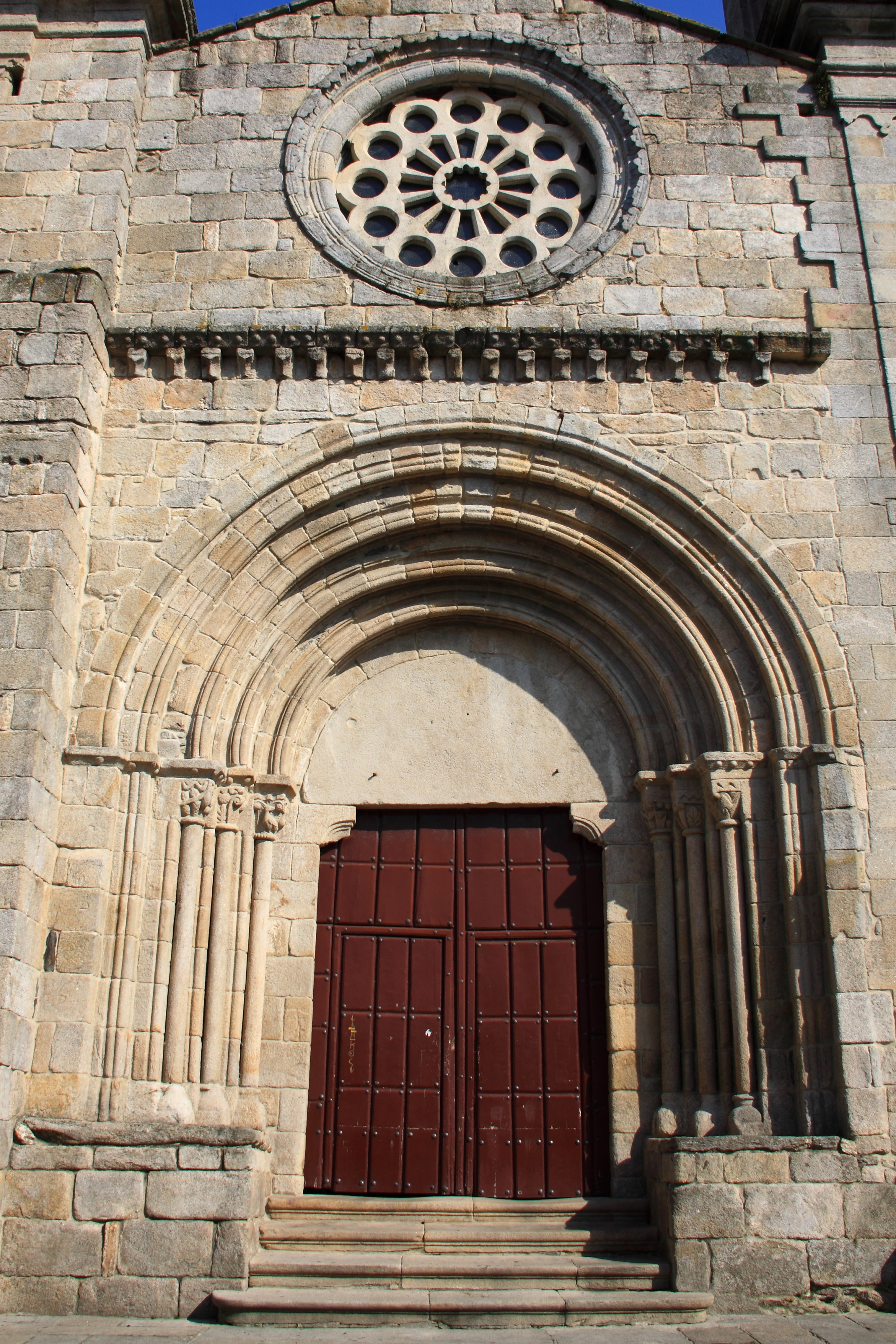
Portada de la iglesia

La iglesia es de planta basilical con tres naves: la central, de seis metros de ancho y las laterales de tres. Separan las naves tres columnas por cada lado. Cuenta con un ábside semicircular, dividido al exterior en tres vanos por dos semicolumnas adosadas con vanos de arquitos semicirculares sobre columnillas acodilladas. El ábside se cubre con bóveda de cañón semicircular.
La portada principal de esta iglesia consta de cuatro arquivoltas semicirculares, apoyadas las interiores sobre tres columnas. Cuatro escalones ofrecen el acceso al templo. Sobre la portada hay un tornalluvias y encima de él un rosetón. La fachada termina en punta de dos vertientes y está coronada por una cruz. Tiene a sus lados dos torres cuadrangulares, rematadas en forma de campana. En la de la izquierda está situado un reloj y en la de la derecha está situado el campanario, con tres campanas.

## Patrimonio parroquial

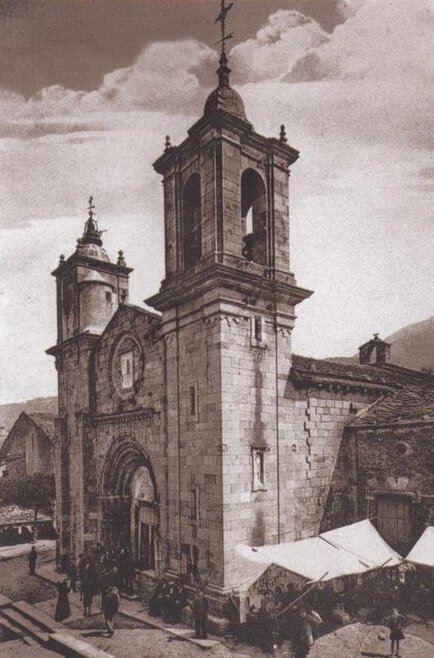
La iglesia de Santa María del Campo a comienzos del

Esta parroquia posee magníficos ornamentos y orfebrería, entre la que cabe destacar la gran cruz procesional, que data del siglo XVI, una de las más hermosas de Galicia.

## Cofradías parroquiales
La única cofradía existente en la parroquia de Santa María del Campo es la Ilustre y Venerable Cofradía del Santísimo Rosario, que fue creada en el año 1282 en el desaparecido Convento de Santo Domingo de la localidad. En el año 1851, fue demolido el Convento de Santo Domingo, trasladándose la Cofradía del Rosario a la Capilla de los Dolores, situada en la iglesia parroquial.

## Galería de imágenes

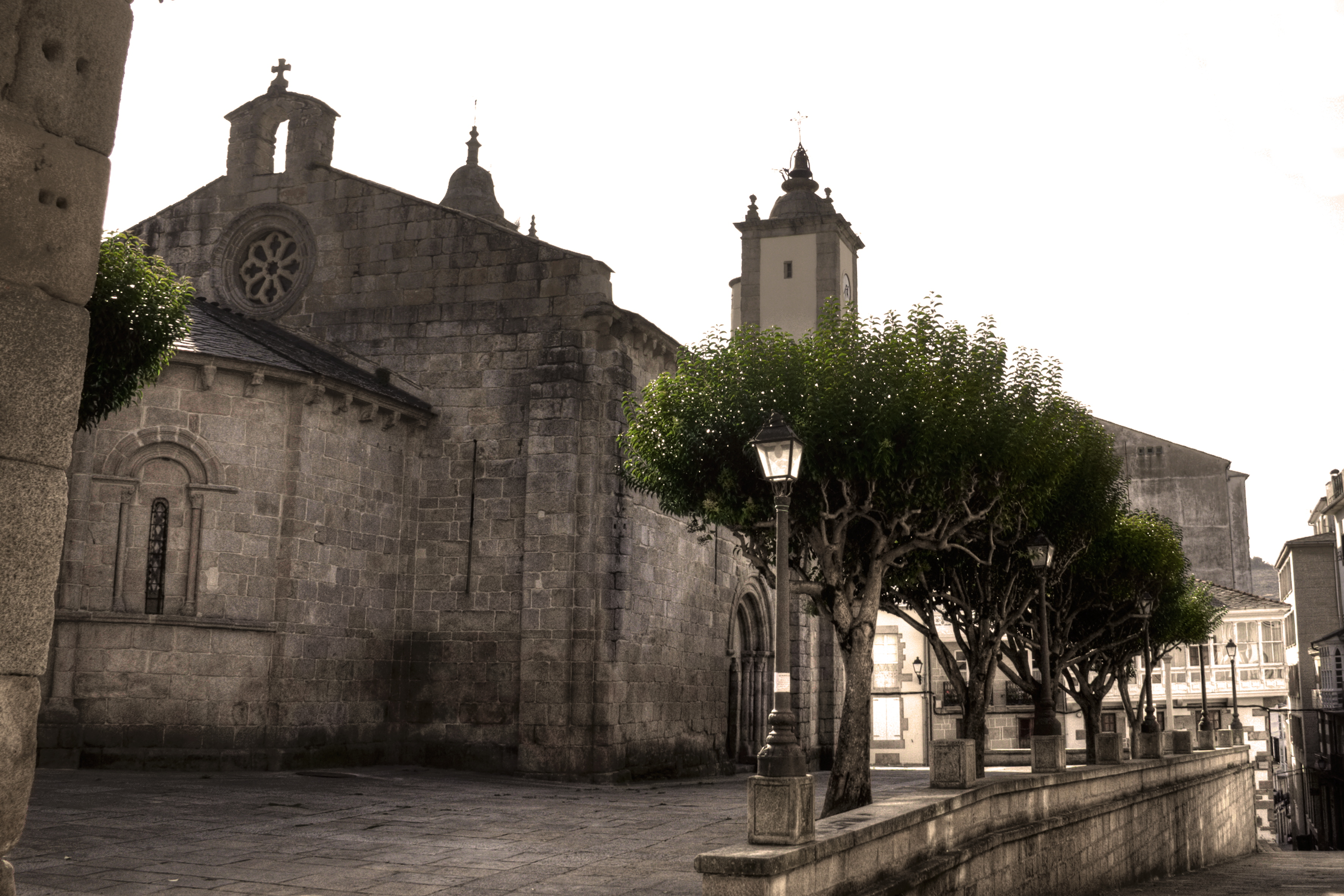
Conjunto arquitectónico de la Plaza de Santa María.
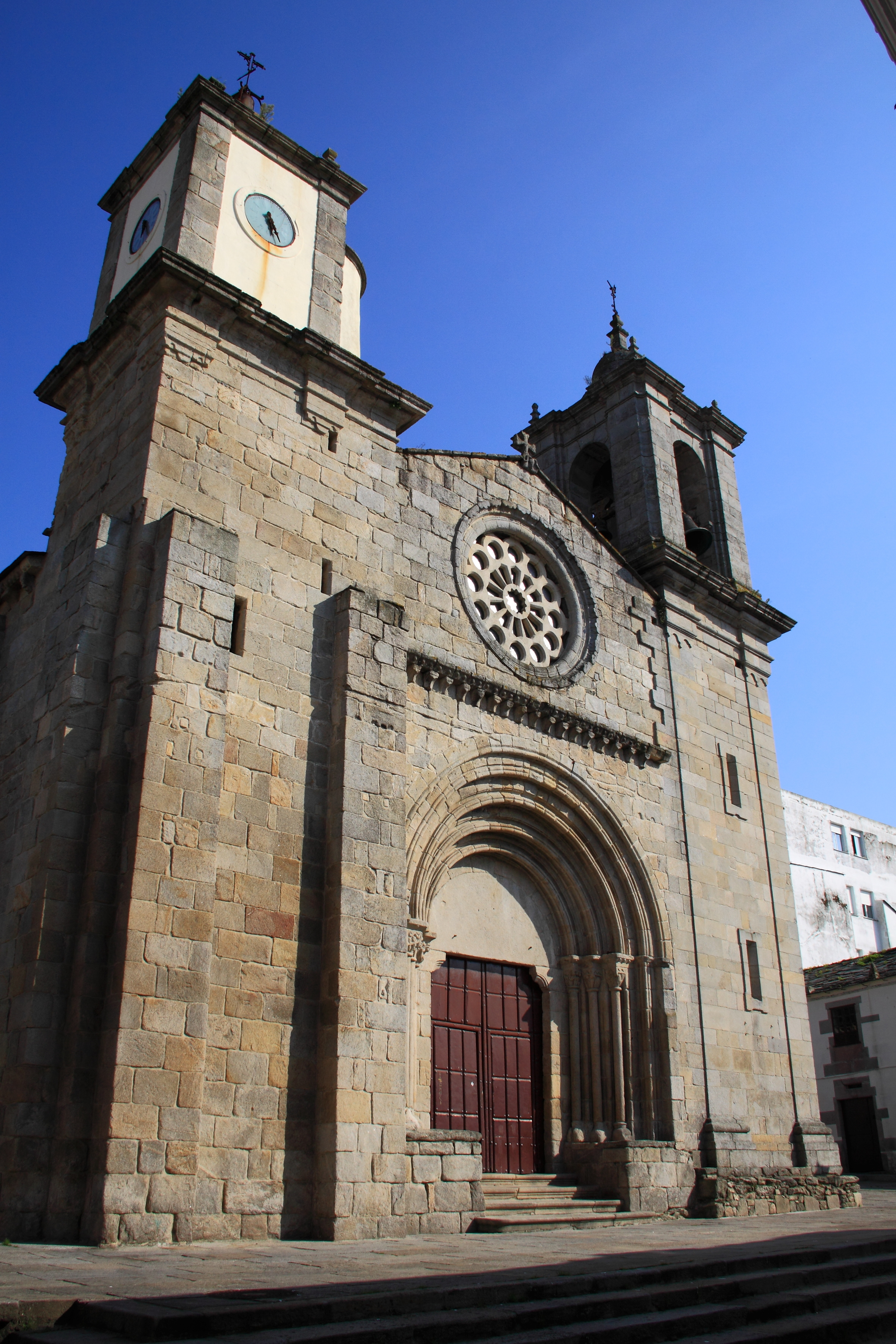
Fachada principal.
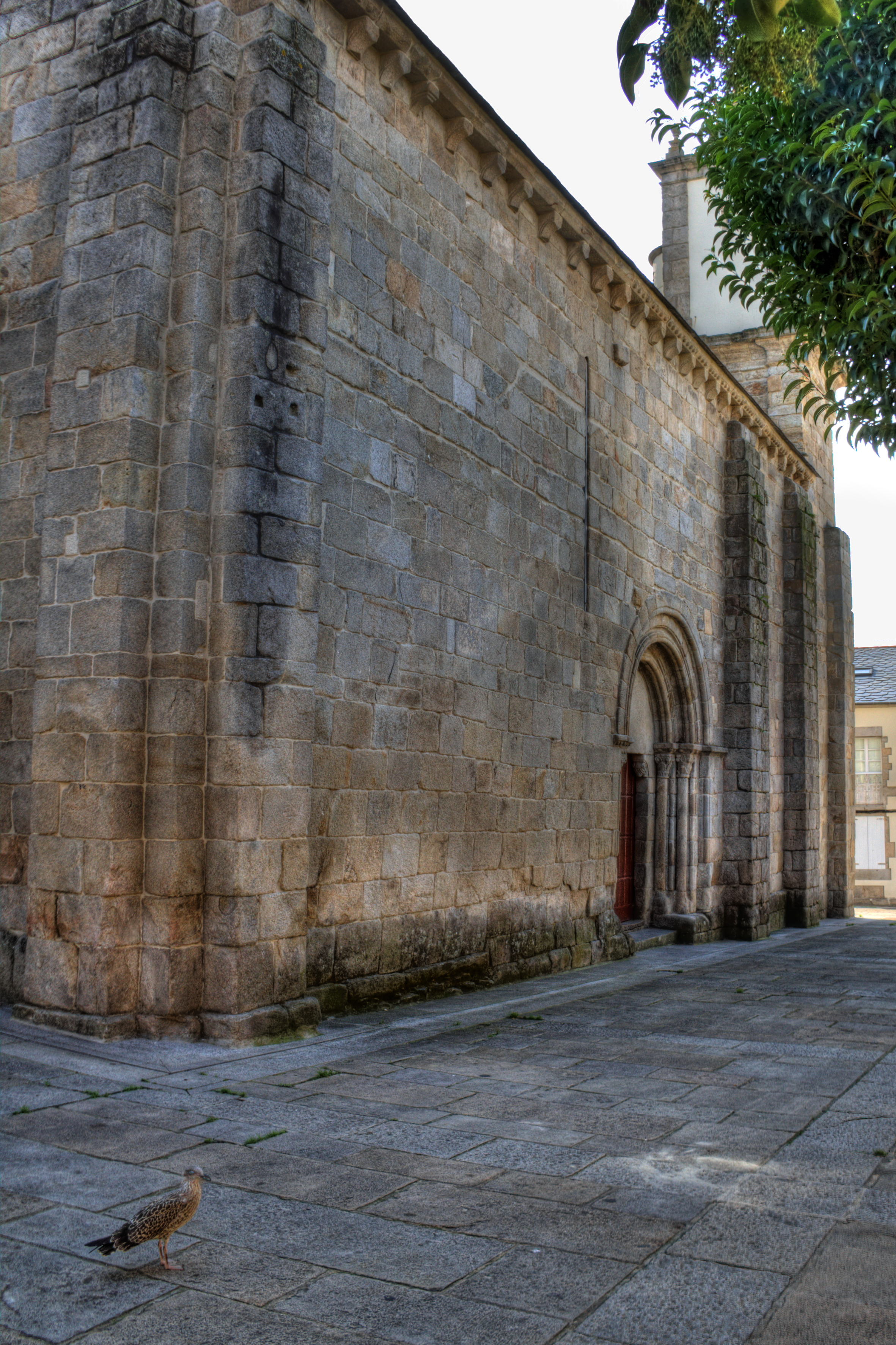
Lateral norte.
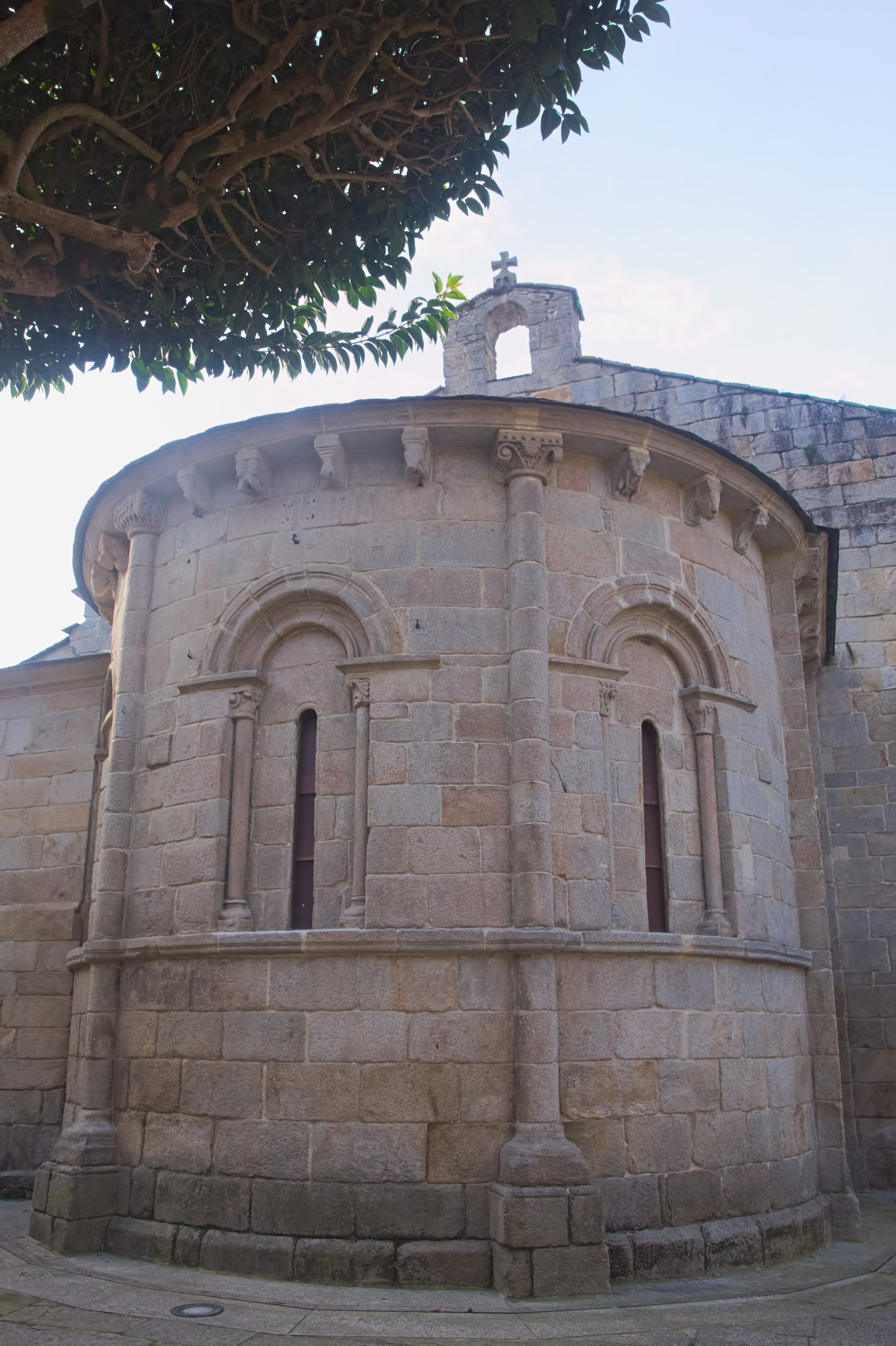
Ábside.
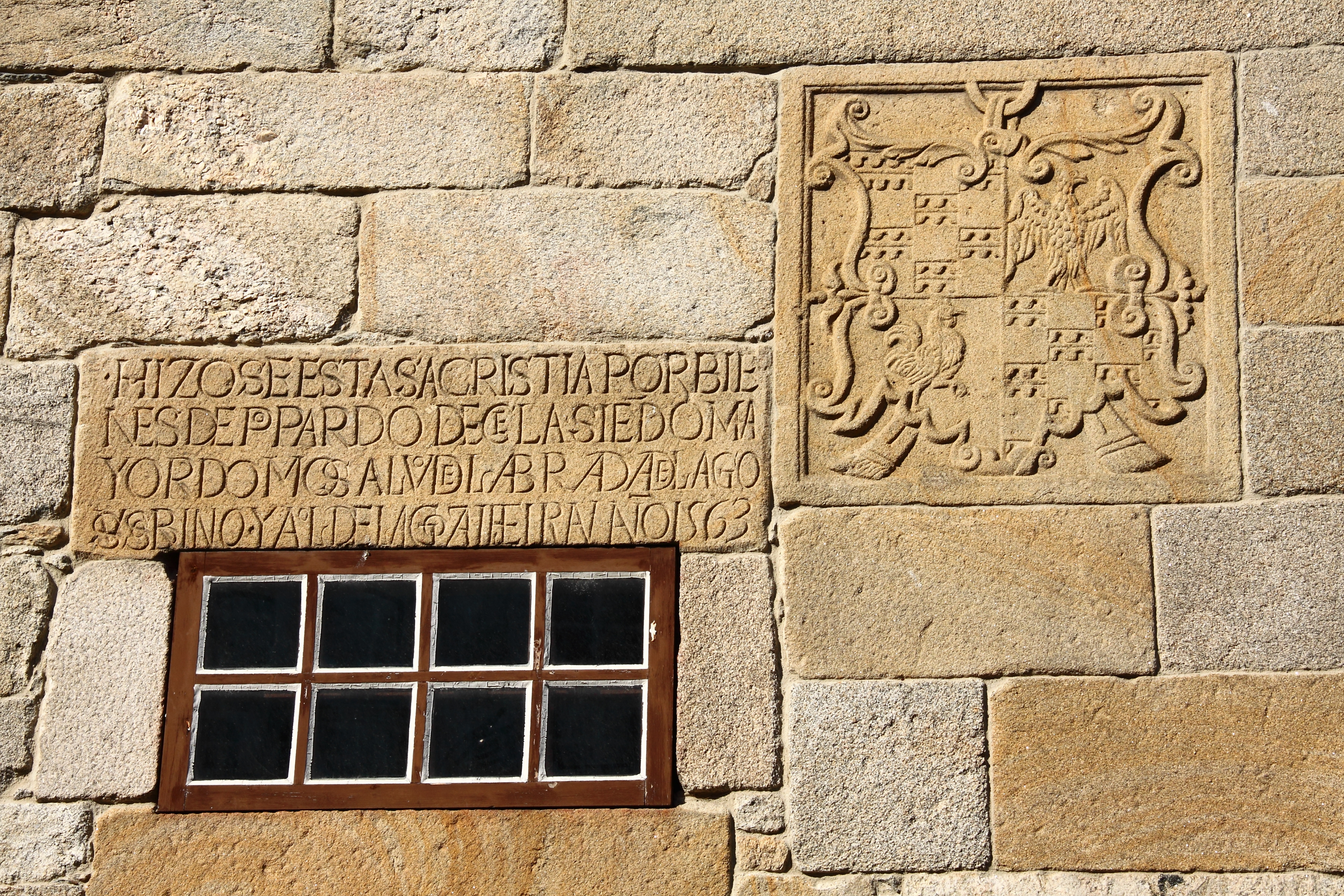
Inscripción sobre la entrada a la sacristía.